# Babîn-Zaricinîi, Kaluș
Babîn-Zaricinîi (în ucraineană Бабин-Зарічний) este un sat în comuna Vistova din raionul Kaluș, regiunea Ivano-Frankivsk, Ucraina.

## Demografie
Componența lingvistică a localității Babîn-Zaricinîi
     Ucraineană (99,59%)
     Alte limbi (0,41%)
Conform recensământului din 2001, majoritatea populației localității Babîn-Zaricinîi era vorbitoare de ucraineană (99,59%), existând în minoritate și vorbitori de alte limbi.